# Svartrå socken
Svartrå socken i Halland ingick i Faurås härad, ingår sedan 1971 i Falkenbergs kommun och motsvarar från 2016 Svartrå distrikt. Socknens areal är 35,00 kvadratkilometer, varav 34,02 land. År 2022 fanns här 178 invånare. Del av orten Ullared samt kyrkbyn Kyrkobacka med sockenkyrkan Svartrå kyrka ligger i socknen.  

## Administrativ historik
Svartrå socken har medeltida ursprung.
Vid kommunreformen 1862 övergick socknens ansvar för de kyrkliga frågorna till Svartrå församling och för de borgerliga frågorna till Svartrå landskommun.  Landskommunen inkorporerades 1952 i Vessigebro landskommun som 1971 uppgick i Falkenbergs kommun. Församlingen uppgick 2006 i Okome församling. Den 1 januari 2016 inrättades distriktet Svartrå, med samma omfattning som församlingen hade 1999/2000.  
Socknen har tillhört fögderier och domsagor enligt Faurås härad. De indelta båtsmännen tillhörde Norra Hallands första båtsmanskompani.

## Geografi, natur och geologi

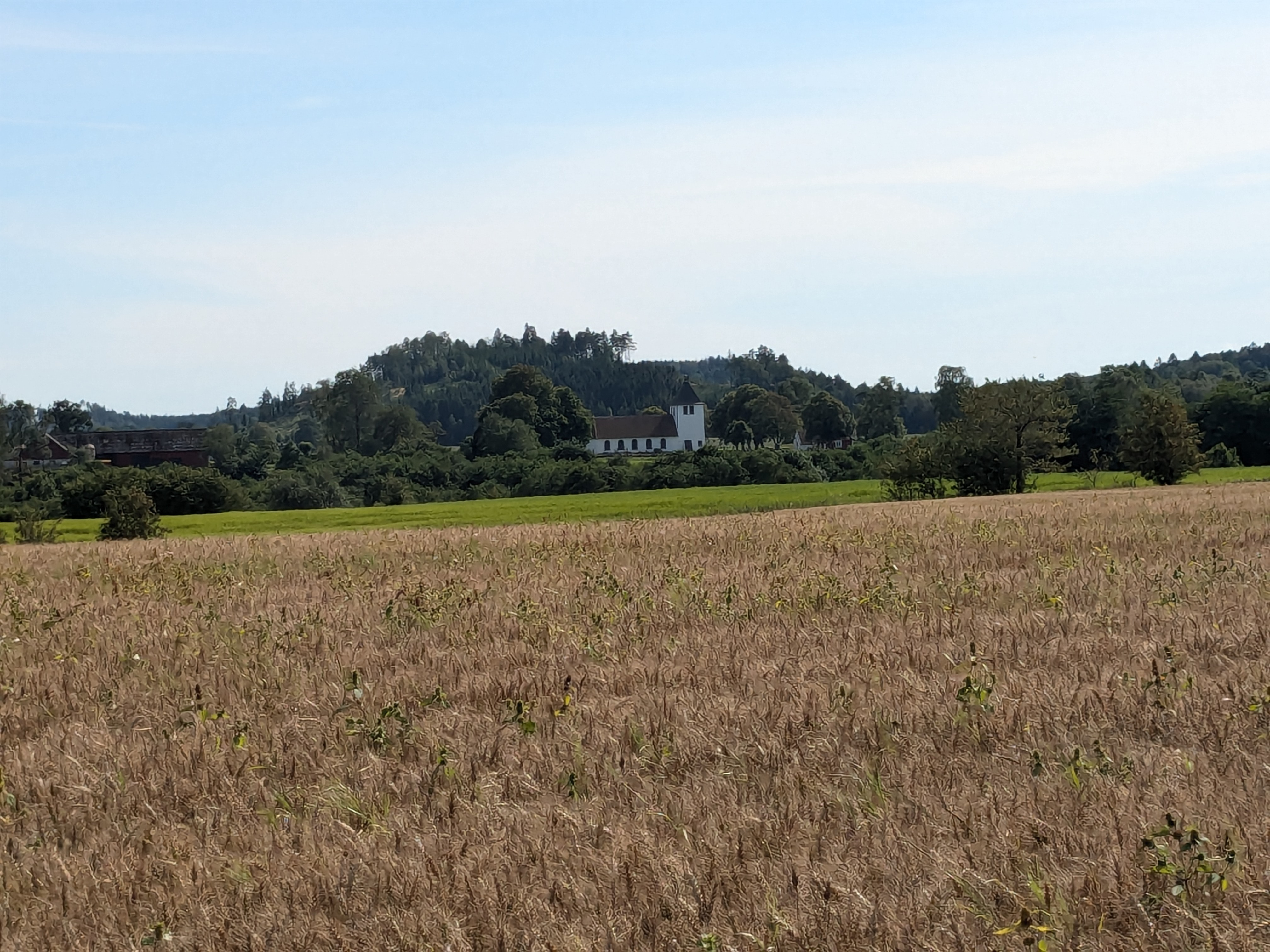
De södra delarna av socknen är relativt uppodlade

Berggrunden i området har sitt ursprung i granit och liknande bergarter som bildades för 1,74–1,66 miljarder år sedan. Under den svekonorvegiska orogenesen för 1140-900 miljoner år sedan hamnade dessa på 35-40 kilometers djup och genomgick metamorfos till gnejsgranit. Sedan dess har området, liksom resten av fennoskandiska urbergsskölden varit tektoniskt stabil. Socknen ligger i ett stråk med jämfört med omgivningen hög glimmerhalt, lägre andel sammanväxt fältspat och ökad grad av omkristallisation vid låga temperaturer. Vid Björkasjö finns mindre fyndigheter av granat
Inlandsisen drog sig tillbaka från området för ungefär 15 000 år sedan. I samband med avsmältningen efter den senaste istiden utgjorde delar av Svartrå en havsvik som gick ungefär upp till Floastad och Kogstorp. Högsta kustlinjen ligger i området ungefär 67-73 meter ovanför den nuvarande havsnivån. För omkring 13 500 år sedan hade landhöjningen gjort att hela området var land. De uppodlade södra delarna av socknen, inte minst längs Högvadsån, låg i huvudsak under högsta kustlinjen och består främst av postglacial sand och grus, isälvssediment/svämsediment samt en del lera-silt. Övriga delar består främst av morän eller område med tunt jordtäcke Smältvattensälvar gröpte ur marken och medförde att landskapet är tämligen kuperat.
Svartrå socken avgränsas i öster av Högvadsån. De sydliga och östliga delarna är i huvudsak åkermark medan de norra och västliga domineras av skog. Genom den sydvästra delen av socknen rinner Svartån (även kallad Lillån och Pärlån), som är ett biflöde till Högvadsån. Vattendragen har eroderas sig ner relativt djup i det material som deponerats nedan högsta kustlinjen och som i övrigt är platt. Nästan hela socknen avvattnas av Högvadsån och dess biflöden. Björkasjö och dess närområden når dock havet via Tvååkers kanal. En mycket liten del längst i väster ingår i Himleåns avrinningsområde.
Sedan den danska tiden (före freden i Brömsebro 1645) fanns i Svartrå socken byarna: Barkhult ½ mantal, Borsthult 1 mantal, Floastad 1 mantal, Högshult 1 mantal, Kogstorp 1 mantal, Kyrkobacka 1 mantal, Skinnarlyngen ½ mantal – (även Lyngen), Släryd 2 mantal, Svartrå by 8 mantal (delad av ån i väster- och österbyarna) och Svenstorp ½ mantal – (även Lilla Svenstorp eller Heden). Byarnas ungefärliga plats visas på kartan till vänster (klicka på respektive markör för att visa vilken byn den markerar). Numera finns ingen koncentrerad bebyggelse. 
Det finns tre naturreservat i socknen: Sumpafallen (i sydöst) som delas med Okome socken ingår i EU-nätverket Natura 2000, medan Floastad (norr om Sumpafallen) och Björkekullen (i väst) är kommunala naturreservat. Det senare är ett museijordbruk och innehåller även ett vandrarhem. Reservatet sträcker sig delvis in i socknens största insjö, Björkasjö, som delas med Köinge socken och är en populär badsjö bland lokalbefolkningen. Svartrå ingår i ett område kring Ätradalen som räknas som riksintresse för kulturmiljövården. I Svartån har lax, öring, elritsa, ål, nejonöga, gädda och abborre hittats vid elfiske. Svartrå by hade fast ålfiske och pärlfisket var viktigt enligt Hallands landsbeskrivning.

## Historia

### Namnet
Namnet (1330-talet Swarthra) kommer från kyrkbyn. Förleden är Svartån, 'den svarta (ån); ån med mörkt vatten' namnet på den å som rinner genom kyrkbyn. Efterleden kan varar rå, 'råmärke; gräns' eller a 'å'. Förledet kan (direkt eller genom att ha gett namn åt ån) komma från sjön Svarten (sjö) i socknens nordvästra hörn.

### Förhistoria
Från stenåldern finns boplatser och en hällkista bevarade. I början av 1800-talet fanns vid kyrkan två bronsåldersgravar, åtta stenkretsar eller domarringar samt ett flertal bautastenar kvar. Numera återstår sex domarringar samt en gravhög som går under namnet Hövdingegraven. Utöver fornlämningarna vid kyrkan finns det lämningar från bronsåldern på Vårdhögen, en av de högst belägna platserna inom socknen, samt två domarringar som ligger några hundra meter från kyrkan. Från bronsåldern finns gravrösen. Från järnåldern finns gravfält och två domarringar bevarade. Många fynd har gjorts i området nära kyrkan.

### Historia

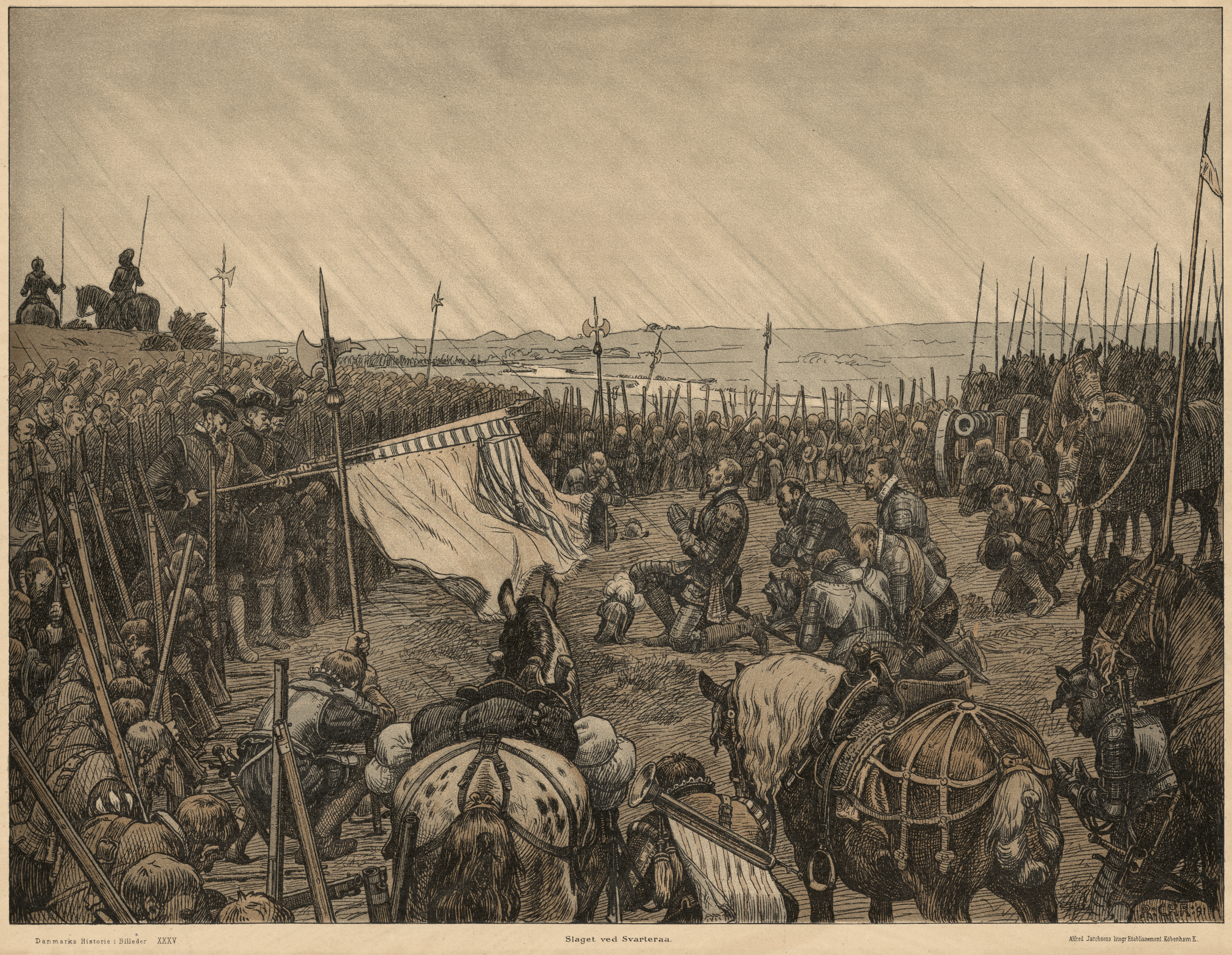
Slaget ved Svarterå, målning av Rasmus Christiansen från 1898, är ett av många exempel på fall där slaget vid Axtorna omnämns som att det skett i Svartrå

Svartrå kyrka byggdes under 1100- eller 1200-talet. Den svenska hären slog läger vid Svartrå kyrka natten innan slaget vid Axtorna. Detta slag benämndes, framförallt under 1800-talet, felaktigt omnämnts som 'slaget vid Svarterå'. Axtorna ligger i Köinge socken, något söder om Svartrå.
Gränsen mot Köinge socken bestämdes 1774. Laga skifte av Svartrå by genomfördes 1856–57 då ungefär hälften av gårdarna och torpen flyttade, men bebyggelse var även innan dess relativt spridd i socknen. I historisk tid har förhållandena mellan mängden åkermark och skog varierat mycket, till exempel var Svartrå i det närmaste skoglöst i början av 1900-talet.
Det har tidigare funnits flera lanthandlare och skolor inom församlingen.
I Kogstorp fanns under 1800-talet en linbasta.
Från 2017 och till 2020 pågick ett omfattande bygglovsärende då ägaren av Gekås, Thomas Karlsson, planerade att bygga en större villa i socknens östra delar. Då Naturskyddsföreningen i Varbergs kommun överklagade kom ärendet kom att gå hela vägen till högsta domstolen. De dömde till Naturskyddsföreningens fördel. Det var ett av flera ärenden som innebar en mer omfattande tillämpning av miljöorganisationers rätt att överklaga ärenden enligt Århuskonventionen än vad som tidigare varit fallet i svensk lagstiftning. Förutom Naturskyddsföreningen opinionsbildade även kulturgeograf Mats Widgren mot bygget, medan lokalpolitikern Ingemar Johansson opinionsbildade för.

### Emigration
| Emigration/immigration 1865-1939 Rådata |
| MigranterTidsperiod−200204060801866-18701891-18951916-1920till Danmarktill USAfrån USANettomigration från Svartrå Ej redovisade är en person som invandrade från ett annat land än USA 1881-1885 och en person som utvandrade till Kanada 1926-1930 |

I likhet med många andra socknar i Halland var emigrationen i slutet av 1800-talet omfattande. Den första emigrationen gick faktiskt till Danmark, men rätt snart ställdes kosan i första hand mot USA. I Svartrå startade emigrationen samtidigt som det rådde svåra missväxtår inte minst i de inre delarna av Halland i slutet av 1860-talet. Observera att statistiken endast berör de som var skrivna inom socknen, och man kan på goda grunder anta att även många ungdomar med rötter i Svartrå som tagit tjänst utanför socknen hör till dem som emigrerade från andra socknar. Uppgifterna i figuren kommer från de årligen redovisade s.k. summariska folkräkningarna hos SCB.
De första i socknen som emigrerade var två pigor som flyttade till Jylland i Danmark år 1868.
År 1869 reste de första sockeninvånarna över Atlanten för att starta ett nytt liv i USA. Av flyttningslängderna att döma så bosatte sig en större koloni av familjer från Svartrå, och flera andra omgivande socknar, i staden Moline belägen i det nordvästligaste hörnet av den amerikanska delstaten Illinois, andra bosatte sig i New England på den amerikanska östkusten och exempelvis staden Providence i delstaten Rhode Island gick skämtsamt under benämningen "Borsthulta sta" eftersom ett större antal människor med rötter i denna by i nordligaste delen av socknen hade bosatt sig där. Långt ifrån alla stannade dock kvar utan återvände hem som "svenskamerikaner" och hade kanske råd att köpa sig en egen gård i fäderneslandet med hjälp av sparkapital från tiden i USA

## Verksamheter och kommunikationer

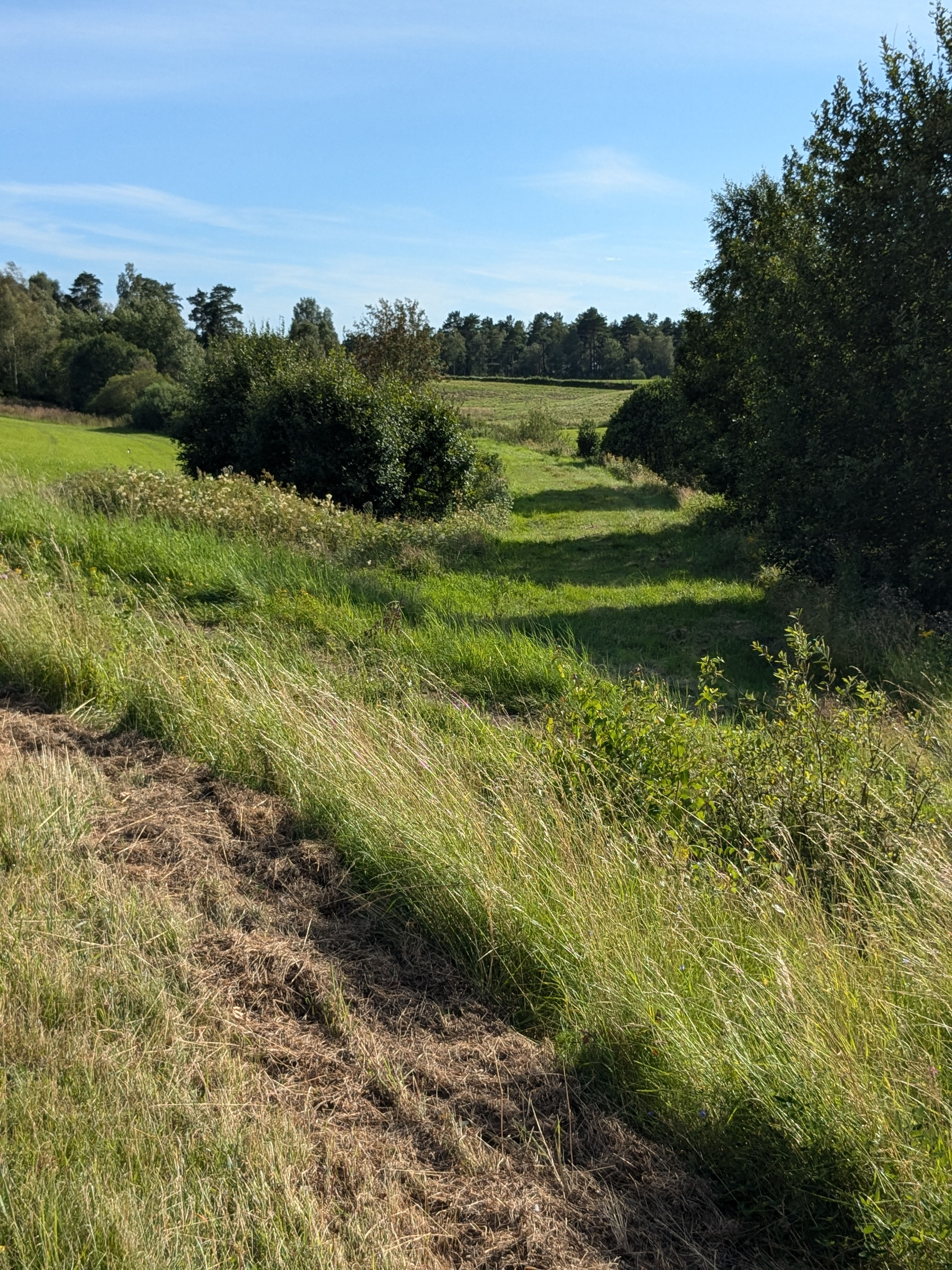
Lämning efter Pyttebanan

Genom Svartrå passerar länsväg 153 en kort sträcka. Utöver den går fyra allmänna vägar (s.k. övriga länsvägar eller lokalvägar): väg N 782, N 785, väg N 786 och väg N 787. Av dessa utgör väg N 785, som går i riktning mot Åkulla en del av den medeltida väg som brukar kallas "Via Regia". Det var intill denna urgamla väg på Rolfstorpssidan nära gränsen mot Svartrå som man år 1936 hittade Bockstensmannen som förvaras på Hallands kulturhistoriska museum i Varberg. Störst betydelse har väg N 782 som förbinder Svartrå med de närliggande samhällena Köinge och Ullared. Väg N 786 går mellan Boarp i Okome socken med Skinnarlyngen, en flitigt använd 'genväg' för tung trafik, vilken byter till väg N 787 sträckan Skinnarlyngen - Borsthult där den ansluter till länsväg 153.
Länsväg N 782 och N785 omnämns troligen i Hallands landsbeskrivning 1729. Länsstyrelsen i Hallands län beslutade  1779 att en väg skulle byggas mellan Svartrå by och byarna Högshult och Borsthult (d.v.s. en sträckning liknande, men identisk med länsväg N 787). Länsväg 787 byggdes 1927-1928 och länsväg 786 byggdes 1929-1930. Utöver länsvägarna finns två enskilda vägar som är belagda och använda av allmänheten, dels mellan länsväg 781 och korsningen länsväg 782 och 785, dels mellan Floastad och Ullared. Vägarna i området belades omkring 1975.
Den smalspåriga (891mm) Falkenbergs Järnväg gick genom Svartrå åren 1894–1959, där man hade ett stationshus vid Svenstorp kallat Svartråhed, och en hållplats vid Floastad. Åren 1911–1961 gick även den normalspåriga Varberg-Ätrans Järnväg genom socknen, med Skinnarlyngen som station. Kollektivtrafiken är numera (2022) begränsad till ett fåtal turer, i huvudsak kopplat till skoltransporter. Dess går längs väg N 782.
Socknen elektrifierades med början 1919 då en turbin installerades i Svartån (ett biflöde till Högvadsån) av en lokal kraftförening bildad 1918. Ursprungligen användes stål för ledningsnätet, men det ersattes av koppar 1928. Turbinen ersattes av en ny 1930. Föreningen fanns kvar till 1957. Under mitten av 1950-talet avvecklades turbinen och det lokala elnätet. De ersattes av el från Yngeredsfors Kraft AB och ett nybyggt nät. Mot slutet använde det lokala nätet traktor med generator för att komplettera vattenturbinen då turbinen inte producerade tillräckligt för att täcka behovet. Svartån hade använts för kraftändamål även tidigare, det har vunnits minst sex kvarnplatser längs vattendraget. Från 1918 och ett par årtionden fram drev Svartrå Sågverksförening ett sågverk uppströms vattenkraftverket. Det gick 1942 över till privat ägande och flyttade senare till en plats vid väg N 782 där den först drevs med tändkulemotor innan elnätet var tillräckligt starkt. Där sker (2021) tillverkning av bl.a. polkagrispinnar.
Ge-kås Camping & Stugby ligger alldeles innanför sockengränsen. Det finns även en glashytta, en maskinstation och ett grustag i Svartrå.
Ett gammalt båtsmanstorp, Bråtadal, beläget vid ortens populära badsjö, Björkasjö, förvärvades av Varbergs kommun och förvandlades till barnkoloni. År 1996 togs driften över av privatpersoner och där bedrivs i dag (2022) bland annat vandrarhem, kurs-, konferens- och 'kulturgårdsverksamhet' tillsammans med den intilliggande gården Björkekullen, som drivs med gamla jordbruksmetoder. Bråtadal såldes år 2000 av Varbergs kommun till Naturvårdsverket.

## Kultur och föreningsliv
Svartrå IF var en förening som bildades 1938. Den hade först friidrott, men senare även orientering och gymnastik på programmet. Även lokalavdelningen av JUF har varit viktig för idrottandet.
Erik Rimmare komponerade musik som framfördes av Rimmaregruppen.

## Utbildning
Den första skolan i Svartrå startade omkring 1850 och fanns kvar tills början av 1870-talet då den ersattes med en gemensam skola för Svartrå och Köinge i Svenstorp. Den skolan fanns kvar till 1904 då den för Svartrås del ersattes av en små- och folkskola, Vårdbyskolan, uppkallad efter Vårdhögen. Skolan lades ner 1960 på grund av vikande elevunderlag.
Vad gäller skolgången går elever förskoleklass – årskurs 5 från Svartrå beroende på det geografiska läget antingen i Okomeskolan eller i Kärnhuset på Apelskolan i Ullared, med högstadium årskurserna 6-9 på Apelskolan. Förskolor i närheten av Svartrå är Ullareds förskola (med tre avdelningar) och Okome förskola (med tre avdelningar).

## Befolkningsutveckling
| Befolkningsutvecklingen i Svartrå socken 1750–1990                                                      | Befolkningsutvecklingen i Svartrå socken 1750–1990 | Befolkningsutvecklingen i Svartrå socken 1750–1990 | Befolkningsutvecklingen i Svartrå socken 1750–1990 | Befolkningsutvecklingen i Svartrå socken 1750–1990 |
| --- | -------------------------------------------------- | -------------------------------------------------- | -------------------------------------------------- | -------------------------------------------------- |
| |                                                    |                                                    |                                                    |                                                    |
| År |                                                    |                                                    | Folkmängd                                          |                                                    |
| 1750 | 1750                                               |                                                    | 234                                                |                                                    |
| 1760 | 1760                                               |                                                    | 261                                                |                                                    |
| 1769 | 1769                                               |                                                    | 290                                                |                                                    |
| 1780 | 1780                                               |                                                    | 308                                                |                                                    |
| 1790 | 1790                                               |                                                    | 300                                                |                                                    |
| 1800 | 1800                                               |                                                    | 357                                                |                                                    |
| 1810 | 1810                                               |                                                    | 321                                                |                                                    |
| 1820 | 1820                                               |                                                    | 349                                                |                                                    |
| 1830 | 1830                                               |                                                    | 404                                                |                                                    |
| 1840 | 1840                                               |                                                    | 373                                                |                                                    |
| 1850 | 1850                                               |                                                    | 477                                                |                                                    |
| 1860 | 1860                                               |                                                    | 510                                                |                                                    |
| 1870 | 1870                                               |                                                    | 533                                                |                                                    |
| 1880 | 1880                                               |                                                    | 539                                                |                                                    |
| 1890 | 1890                                               |                                                    | 517                                                |                                                    |
| 1900 | 1900                                               |                                                    | 491                                                |                                                    |
| 1910 | 1910                                               |                                                    | 468                                                |                                                    |
| 1920 | 1920                                               |                                                    | 432                                                |                                                    |
| 1930 | 1930                                               |                                                    | 399                                                |                                                    |
| 1940 | 1940                                               |                                                    | 374                                                |                                                    |
| 1950 | 1950                                               |                                                    | 333                                                |                                                    |
| 1960 | 1960                                               |                                                    | 292                                                |                                                    |
| 1970 | 1970                                               |                                                    | 212                                                |                                                    |
| 1980 | 1980                                               |                                                    | 227                                                |                                                    |
| 1990 | 1990                                               |                                                    | 207                                                |                                                    |
| Anm: Källor: Umeå universitet - Tabellverket 1749-1859, Demografiska databasen, CEDAR, Umeå universitet |                                                    |                                                    |                                                    |                                                    |